# Indie Cindy
| Recensione           | Giudizio |
| -------------------- | -------- |
| American Songwriter  | [ 1 ]    |
| AllMusic             | [ 2 ]    |
| Consequence of Sound | C-       |
| The Guardian         | [ 4 ]    |
| No Ripcord           | 5/10     |
| NME                  | 7/10     |
| Paste                | 3.5/10   |
| Pitchfork            | (2.5/10) |
| PopMatters           | 5/10     |
| Rolling Stone        | [ 10 ]   |
| Spin                 | 6/10     |
| This Is Fake DIY     | [ 12 ]   |

Indie Cindy è il quinto album discografico del gruppo musicale alternative rock statunitense Pixies, pubblicato nell'aprile 2014, a circa 23 anni di distanza dal precedente.

## Il disco
Il disco contiene tutte le canzoni inserite nei tre EP pubblicati dal gruppo nel periodo settembre 2013 - marzo 2014 e intitolati semplicemente EP1, EP2 e EP3.
I brani sono stati prodotti da Gil Norton (stesso produttore degli altri album dei Pixies) e registrati nell'ottobre 2012 in Galles.
La grafica è stata curata da Vaughan Oliver.

## Tracce
Tutte le tracce sono state scritte da Black Francis.
1. What Goes Boom – 3:32
2. Greens and Blues – 3:47
3. Indie Cindy – 4:41
4. Bagboy – 4:54
5. Magdalena 318 – 3:25
6. Silver Snail – 3:29
7. Blue Eyed Hexe – 3:12
8. Ring the Bell – 3:35
9. Another Toe in the Ocean – 3:46
10. Andro Queen – 3:24
11. Snakes – 3:46
12. Jaime Bravo – 4:24

Bonus track
1. Women of War – 3:48 (7" Record Store Day Bonus track)

## Formazione
- Black Francis - voce, chitarra
- David Lovering - batteria, cori
- Joey Santiago - chitarra